# Pogrče
Pogrče (nemško Pogerschitzen) je naselje v Občini Žitara vas v Okraju Velikovec na Koroškem v Avstriji.